# 索瑟斯克伯爵夫人莫德·卡內基
索瑟斯克伯爵夫人莫德公主（英语：Princess Maud, Countess of Southesk，1893年4月3日—1945年12月14日），原名莫德·杜夫女勋爵（英语：Lady Maud Duff），婚后改用莫德·卡内基（英语：Maud Carnegie），英国皇室成员，爱德华七世孙女。在爱德华七世朝的公主的子嗣中，只有莫德及其姐亚历山德拉公主拥殿下（Highness）的敬称。亚历山德拉俩姊妹亦是大不列颠及爱尔兰公主。

## 家庭
1923年，莫德公主与第十一代南艾斯克伯爵查爾斯·卡內基结婚。两人只育有1子，即詹姆斯·卡内基（后来的法夫公爵）。

## 头衔
1905，莫德与姐姐亚历山德拉获得英国公主殿下的称号。婚后获得莫德·卡内基夫人及索瑟斯克伯爵夫人（1941年起）的称号，并放弃使用公主头衔。
- 1893年4月3日-1905年11月9日：莫德·杜夫女勋爵 Lady Maud Duff
- 1905年11月9日-1910年5月20日：法夫的莫德郡主殿下 HH Princess Maud of Fife
- 1910年5月20日-1923年11月13日：莫德郡主殿下 HH Princess Maud
- 1923年11月13日-1941年11月10日：莫德·卡内基夫人 Mrs. Maud Carnegie
- 1941年11月10日-1945年12月14日：索瑟斯克伯爵夫人阁下 The Right Honourable the Countess of Southesk

## 纹章
- 莫德郡主的纹章